# Max & Shred
Max & Shred là chương trình chiếu trên Nickelodeon tại Mỹ vào ngày 6 tháng 10 năm 2014. Phần 1 có 26 tập. Tại Việt Nam, bộ phim được phát sóng với tựa đề cùng tên.

## Cốt truyện
Chương trình ghi lại những sự kiện trong tình bạn không may mắn của Max Asher (Jonny Gray), một tay trượt tuyết, và Alvin "Shred" Ackerman (Jake Goodman), thần đồng khoa học, trở thành bạn cùng phòng khi Max chuyển đến Colorado để luyện tập cho giải Winter Cup.

## Dàn diễn viên
- Jonny Gray vai Max Asher
- Jake Goodman vai Alvin "Shred" Ackerman
- Saara Chaudry vai Jill "Howie" Finch
- Emilia McCarthy vai Abby Ackerman
- Jean-Michel Le Gal vai Lloyd Ackerman
- Siobhan Murphy vai Diane Ackerman

## Sản xuất
Ngày 25 tháng 2 năm 2015, được sản xuất phần 2. Phần 2 chiếu vào ngày 21 tháng 3 năm 2016 on Nicktoons.

## Episodes
List of Max & Shred episodes

## Giải thưởng và đề cử
| Năm  | Giải thưởng            | Hạng mục                                                                                           | Đề cử                                                     | Kết quả   |
| ---- | ---------------------- | -------------------------------------------------------------------------------------------------- | --------------------------------------------------------- | --------- |
| 2015 | Young Artist Award     | Phần thể hiện xuất sắc trong chương trình TV                                                       | Emilia McCarthy                                           | Đề cử     |
| 2015 | The Joey Awards        | Nữ diễn viên chính xuất sắc trong chương trình hài hoặc hành động từ 16-21 tuổi                    | Emilia McCarthy                                           | Đề cử     |
| 2015 | The Joey Awards        | Nam diễn viên chính xuất sắc trong chương trình hài                                                | Jake Goodman                                              | Đề cử     |
| 2015 | The Joey Awards        | Nam diễn viên khách mời xuất sắc trong chương trình hài                                            | Brendan Heard                                             | Đề cử     |
| 2015 | The Joey Awards        | Nữ diễn viên thứ chính xuất sắc trong chương trình hài hoặc hành động                              | Shechinah Mpumlwana                                       | Đề cử     |
| 2015 | The Joey Awards        | Nữ diễn viên thứ chính xuất sắc trong chương trình hài hoặc hành động                              | Sarah Abbott                                              | Đoạt giải |
| 2015 | The Joey Awards        | Nhóm diễn viên trẻ xuất sắc nhất                                                                   | Jonny Gray, Jake Goodman, Saara Chaudry y Emilia McCarthy | Đề cử     |
| 2016 | Canadian Screen Awards | Chương trình cho trẻ em hoặc giới trẻ xuất sắc nhất                                                | Max & Shred                                               | Đề cử     |
| 2016 | Young Artist Award     | Màn thể hiện xuất sắc nhất trong chương trình- Nam diễn viên trẻ dẫn vai chính (13 tuổi trở xuống) | Jake Goodman                                              | Đề cử     |
| 2016 | Young Artist Award     | Màn thể hiện xuất sắc nhất trong chương trình - Nữ diễn viên trẻ dẫn vai chính (14 - 21 tuổi)      | Emilia McCarthy                                           | Đề cử     |